# Dolichomyrma longiceps
Dolichomyrma longiceps (лат.) — вид вымерших жалящих рода Dolichomyrma, близкого к примитивным муравьям. Обнаружен в меловых отложениях Казахстана (Кзыл-Жар), датированных туронским ярусом (около 90 млн лет). Систематическое положения рода остаётся неясным (incertae sedis внутри инфраотряда Aculeata).

## Описание
Мелкого размера ископаемые муравьи, длина тела около 5 мм. Длина головы 1,4 мм, длина груди 1,7 мм. Ноги тонкие, тело стройное. Голова в 1,5 раз длиннее своей ширины.

## Систематика и этимология
Вид Dolichomyrma longiceps был впервые описан в 1975 году российским мирмекологом Г. М. Длусским (МГУ, Москва). Родовое название образовано из сочетания слов dolicho- (длинный) и -myrma (муравей). Видовое название D. longiceps дано признаку удлинённых головы и тела. Включён в качестве типового вида в состав рода Dolichomyrma Dlussky 1975 вместе с видом Dolichomyrma latipes Dlussky, 1975. Таксон Dolichomyrma сходен с родами Orapia, Poneropterus и Pseudarmania.